# ベイズの戦い
ベイズの戦い (英語: Battle of Basing) は、871年1月22日にオールドベイズ（現在のイングランド・ハンプシャー）で、ウェセックス王国軍がヴァイキングの大異教軍に敗れた戦い。戦闘や経緯はアングロサクソン年代記に記録されている。

## 背景
レディングにヴァイキングが駐屯地を置いて以降、この付近で二週間足らずのうちに立て続けにエングフィールドの戦い、レディングの戦い、アッシュダウンの戦いが起こり、レディングではヴァイキングが、それ以外ではウェセックス王国軍が勝つという一進一退の攻防を繰り広げていた。

## 戦闘とその後
アッシュダウンの戦いでの勝利から二週間後、両軍はベイスで再び遭遇した。この戦いではエゼルレッド率いるウェセックス軍が敗れたものの、決定的な勝敗がつくまでには至らなかった。2か月後のマートンの戦いでは、再びヴァイキング側が勝利した。エゼルレッドは4月に死去し、以後エゼルレッドの跡を継いだアルフレッドとヴァイキングは長きにわたり抗争を続けることになる。